# Schunk Group

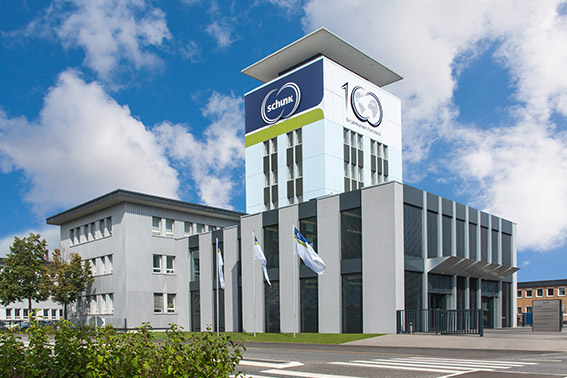
El grupo Schunk, Gießen, Alemania

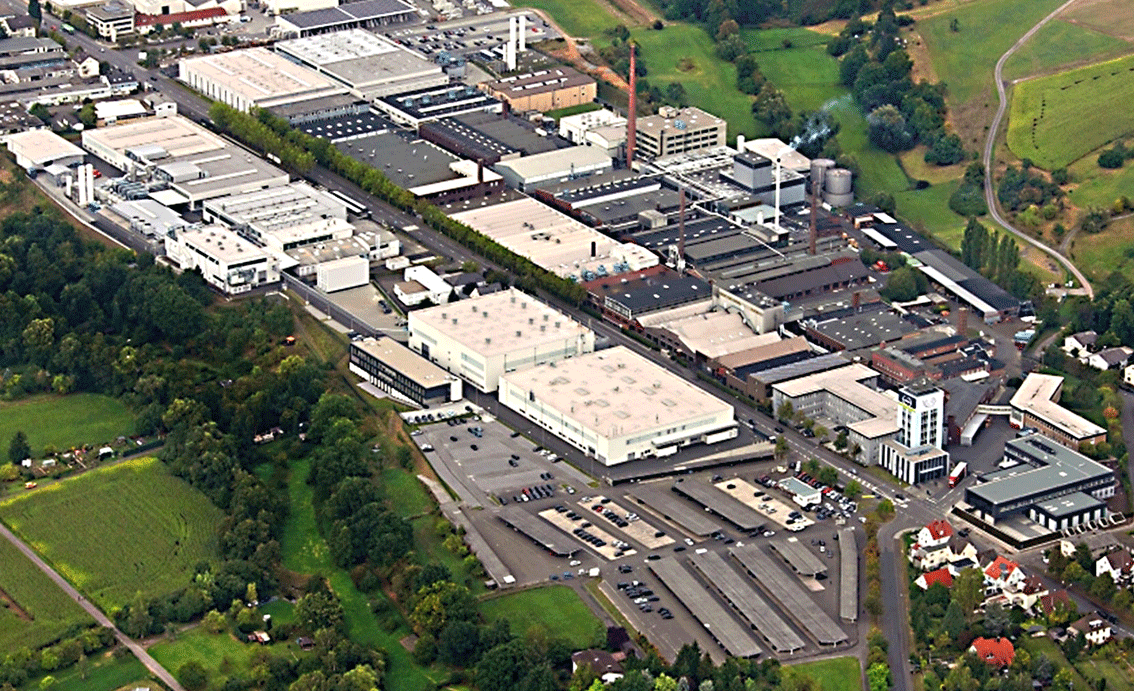
El grupo Schunk, Gießen, Alemania

El Grupo Schunk es una empresa con sede en Alemania. Los campos de actuación más importantes son la tecnología del carbono y la cerámica de ingeniería, la técnica de climatización y simulación medioambiental, metal sinterizado y la técnica de soldadura por ultrasonidos. El Grupo Schunk está representado en 29 países, con más de 60 sociedades operativas. El volumen de ventas del consorcio ascendió en 2017 a unos 1200 millones de euros; el número de empleados es 8200. El grupo Schunk está estructurado en cuatro divisiones y un total de 11 unidades de negocio.

## Datos históricos
La empresa fue fundada en Fulda en 1913 por Ludwig Schunk y Karl Ebe para la producción de escobillas de carbón. En el año 1918, la empresa se trasladó a Heuchelheim, cerca de Gießen. El fundador de la empresa, Ludwig Schunk (1884-1947), que no tuvo hijos, legó todo el patrimonio de la empresa a la institución de apoyo para el personal de la empresa. Esta institución debía prestar ayuda financiara voluntaria a empleados y antiguos empleados o a sus familiares en situación de necesidad, invalidez o ancianidad. Actualmente, la Fundación Ludwig Schunk (Ludwig-Schunk-Stiftung e. V.) cumple con carácter fiduciario las tareas establecidas por el fundador de la empresa en su testamento.

## Distribución de la empresa
El grupo Schunk está estructurado en cuatro divisiones:

### DivisiónSchunk Carbon Technology
La división Schunk Carbon Technology fabrica componentes de grafito, material compuesto de carbono, carburo de silicio, oxicerámica y cuarzo. Está distribuida en las siguientes unidades de negocio:
- Tribology: anillos de cojinetes y de obturación, así como correderas de carbono y carburo de silicio.
- High Temperature Applications: componentes de grafito para hornos industriales, crisoles para la producción de silicio, cubetas para EAA (espectroscopia de absorción atómica), componentes de plástico reforzado con fibra de carbono (PRFC), y otras muchas aplicaciones.
- Small Motor Technology: escobillas de carbono y sistemas de soporte para motores eléctricos en electrodomésticos y herramientas eléctricas.
- Current Transmission: escobillas de carbón y sistemas de soporte para motores eléctricos grandes, tomacorrientes y terminales de toma de tierra para la industria ferroviaria.
- Automotive: escobillas de carbón, placas portaescobillas para arrancadores, placas portaescobillas para bombas de gasolina.
- Technical Ceramics: quemadores y lanzas de quemadores para calefacción directa e indirecta, elementos para horno, oxicerámica, anillos deslizantes y rodamientos para juntas de ejes y piezas de bomba sometidas a abrasión y corrosión, insertos cerámicos para chalecos antibalas.
- Semiconductor: componentes para la producción de rodajas, como susceptores, levitadores, cámaras de cuarzo, etc.

### DivisiónWeiss Technik
Bajo la marca Weiss Technik desarrollan su actividad las empresas Weiss Umwelttechnik GmbH y Weiss Klimatechnik GmbH. La Karl Weiss GmbH fue fundada en 1956 como fabricante de aparatos electrofísicos. En 1978 fue absorbida por el Grupo Schunk. El Weiss Technik se compone de las dos unidades de negocio Environmental Simulation y Air Solutions. A lo largo de décadas, el grupo se ha expandido también internacionalmente. El Weiss Technik dispone de un total de 22 sociedades en 14 países de todo el mundo. El número de empleados ronda los 2000 (850 de los cuales desarrollan su actividad en la central de Reiskirchen-Lindenstruth, en Hesse).
En la unidad de negocio Weiss Environmental Simulation se desarrollan y fabrican aparatos de ensayo e instalaciones para la simulación medioambiental. El programa de suministro comprende sistemas experimentales para ensayos de temperatura, climáticos, de intemperie, de choque térmico, de corrosión y a largo plazo en todos los tamaños de cámaras de ensayo, así como sistemas de gran espacio e instalaciones integradas en procesos para la simulación medioambiental y la biología.
La actividad principal de la unidad de negocio Air Solutions comprende el desarrollo y la producción de sistemas de cubierta completos para quirófanos, técnica industrial de salas blancas y la climatización de salas de datos.

### DivisiónSchunk Sinter Metals
La división Schunk Sinter Metals del Grupo Schunk consta de las empresas Schunk Sintermetalltechnik GmbH Gießen, Schunk Sintermetalltechnik GmbH Thale, así como Schunk Sintermetal S.A. de C.V. México. La división Schunk Sinter Metals de Schunk produce sobre todo piezas compactas sinterizadas, como ruedas dentadas, reguladores de árboles de levas, talones de enclavamiento, piezas moldeadas por inyección de metal (MIM), así como rodamientos de precisión. Los clientes principales son las industrias del automóvil y eléctricas, fabricantes de herramientas domésticas y eléctricas y la tecnología médica.

### DivisiónSchunk Sonosystems
La Schunk Sonosystems GmbH surgió de la fusión de las empresas Schunk Ultraschalltechnik GmbH y STAPLA Ultraschalltechnik GmbH. Los productos de esta área cubren todo el abanico de aplicaciones con soldadura por ultrasonidos. En ella se incluye asimismo la combinación de metales no férricos y materias termoplásticas. A finales de los años 70 desarrolló Schunk para fines industriales la soldadura metálica por ultrasonidos, que actualmente se emplea sobre todo para soldar mazos de cables en la industria del automóvil.

## Historia
Ludwig Schunk y Karl Ebe fundaron en el año 1913 la fábrica de escobillas de carbón Schunk+Ebe oHG en Fulda. En 1918, la empresa se trasladó a Heuchelheim.
En el año 1923 se incorporaron al programa de producción los portaescobillas. En 1924 empezó la producción de grafito para usos eléctricos y en 1928 la fabricación de contactos metálicos. En 1932 se inició la producción de metal sinterizado, con los cojinetes sintetizados.
Tras la muerte sin descendencia de Ludwig Schunk en el año 1947, la herencia del fundador de la empresa pasó a la "asociación de apoyo", la Schunk+Ebe oHG. En 1948 y 1949 se estableció un programa de construcción para ampliar la plantilla de la empresa de 500 a 1200 empleados. Siguió en el año 1955 la fundación de la primera sociedad extranjera, la Schunk & Ebe S.A., en Bruselas. Actualmente, Schunk está representada en Europa (sin contar Alemania) con 46 sociedades. En 1957 se fundó la Schunk Electro Carbón S.A. de C.V. en México como primera sociedad en el continente americano. En 1969 tuvo lugar la fundación de la sociedad brasileña Schunk do Brasil Ltda. en Sao Paulo.
En el año 1978 se absorbió la Karl Weiss GmbH. En el mismo año tuvo lugar la fundación de la Schunk Graphite Technology LLC. en Wisconsin. La presencia en los Estados Unidos se fortaleció a lo largo de los años 80 y 90. Actualmente, Schunk está representada en los EE. UU. con ocho sociedades.
En el año 1983 se amplió el abanico de la producción con el área de técnica de soldadura por ultrasonidos. En 1986 se inauguró un centro de formación teórica y práctica para instruir a las nuevas generaciones de trabajadores especializados.
En el año 1991, la empresa entró en crisis debido a diversificaciones fallidas, sobre todo en el área de técnica de automatización. En 1992 se produjo una reestructuración y se vendió el área de técnica de automatización.
En el año 1997 tuvo lugar la adquisición de la EHW Thale (técnica de metales sinterizados y técnica de esmalte) y la fundación de la Pichit Industrial Works Co. Ltd. en Pichit, Tailandia. En la actualidad, Schunk está representada en Asia con 15 sociedades. En 1999 se fundó la Schunk (Aust) Pty. Ltd. en Rowville, Australia.
En el año 2004 visitó la industria el presidente de la República Federal en un viaje por los territorios federales con motivo de su toma de posesión del cargo. En 2005, la empresa fue galardonada como "Hessen-Champion" (campeón de Hesse) por Roland Koch, primer ministro de Hesse. En 2006, el Grupo Schunk se sumó a la iniciativa Sachen Machen de la Verein Deutscher Ingenieure (VDI) (Asociación de ingenieros alemanes). En 2007 entró en funcionamiento dentro de esta iniciativa el portal de Internet www.ingenieurparadies.com (Engineers Paradise).
En el año 2007 se vendió la EHW Thale Email GmbH a un grupo integrado por tres inversores privados. En 2008 recibió Schunk por el portal de Internet ingenieurparadies de la VDI el Best Practice Award 2008 en la categoría Innovationen fördern (Fomentar las innovaciones).
El ministerio de medio ambiente de Baden-Württemberg distinguió de nuevo al grupo Schunk en 2009 por el proyecto innovador de fabricación de una pila de células de combustible.
En el año 2010 llevó a cabo Schunk la mayor ampliación de su historia casi centenaria como empresa. A lo largo de cuatro años se invirtió persistentemente en el área de aplicaciones de alta temperatura. Gracias a esta ampliación de la capacidad de producción en el emplazamiento de Heuchelheim, Schunk fabrica actualmente las placas de fibra de carbono más grandes del mundo para la industria de semiconductores y la industria solar.
En el año 2012, el estado federado de Hesse otorgó a Schunk por sus escobillas de carbono para la automoción el premio a la innovación y el crecimiento Hessen-Champion 2012 en la categoría "Weltmarktführer" (Líder del mercado mundial).
En 2013 celebra el Grupo Schunk sus 100 años de existencia.